# Alejandro Castro Espín
Pour les articles homonymes, voir Espín (homonymie).
Alejandro Castro Espín, né le 29 juillet 1965 à La Havane, est un militaire et homme politique cubain. Il a le grade de colonel au ministère de l'Intérieur de Cuba. Il est le fils de Raúl Castro, ancien président de Cuba, et de Vilma Espín, présidente à vie, depuis sa création, de la Fédération des femmes cubaines (FMC), elle aussi cadre du Parti communiste de Cuba ; il est neveu de Fidel Castro.

## Biographie
Alejandro Castro Espín est le seul fils de Raúl Castro qui a aussi trois filles. Il est ingénieur de formation et titulaire d’un master de relations internationales. Après ses études à l’université cubaine CUJAE et en Union Soviétique comme commissaire politique du Ministère des Forces Armées à Lvov, il a immédiatement intégré les forces armées cubaines. 
Il quitte Cuba pour rejoindre l'Angola et soutenir le gouvernement d'Agostinho Neto lors de la guerre civile qui oppose alors le régime communiste angolais à l'UNITA soutenue par l'Afrique du Sud. Il y est protégé et ne combat pas en première ligne. Lors d'un accident, hors de la zone des combats, il est blessé à l’œil, sans le perdre, ce qui lui vaut le surnom « el tuerto », « le borgne ». 
Lors de l'accession de Raúl Castro au poste de président du Conseil d'État de la république de Cuba, Alejandro Castro Espín est devenu un proche conseiller de son père. Il a ensuite gagné en influence au sein des cercles dirigeants cubains au point d'apparaître comme un potentiel successeur de son père et de son oncle. Par ailleurs, il occupe le poste de coordinateur du Conseil de défense et de la sécurité nationale qui regroupe les renseignements de tous les services de renseignements et de contre-espionnage.
Il est l’auteur de quatre articles politiques dans un média proche du gouvernement cubain, en 2005, tous relatifs aux relations internationales de Cuba, et utilisant une terminologie comme « laquais cubano-américains » et « mafia anti-cubaine » pour se référer aux Cubains résidant aux États-Unis, pays qu’il a accusé d’exercer un terrorisme d’État contre Cuba. En 2009, il signe le livre L'Empire de la Terreur dans lequel il dénonce la politique étrangère des États-Unis, l'ouvrage est publié par l'éditeur du ministère de l'Intérieur.
Il est le principal négociateur des accords de normalisation entre Cuba et les Etats-Unis, signés par Raúl Castro et Barack Obama en décembre 2014.